# 呂夢周
呂夢周（1912年2月—1999年），又名呂漠野，浙江省嵊縣人。作家、翻译家，原杭州大学中文系教授。中国作家协会浙江分会顾问、杭州世协理事长。
1933年起任中學教師，開始創作詩歌和童話，並發表譯作。著作有童話《一隻小公雞的故事》和它的續篇、《水的希望》、《狐狸吃雞》等，詩集有《燕子》，另有多本譯作。1949年後在杭州大學中文系任教。